# Alegna González
Alegna Aryday González Muñoz (Ojinaga, Chihuahua; 2 de enero de 1999) es una deportista mexicana especializada en atletismo. Integró la delegación mexicana en los Juegos Olímpicos de París 2024.

## Estudios académicos
Estudió ciencias del deporte en la Universidad La Salle Nezahualcóyotl.

## Trayectoria
Obtuvo una medalla de oro en los 10 mil metros dentro en el Campeonato Mundial de Atletismo Sub-20 de 2018, celebrado en Tampere, Finlandia, logro que la hizo merecedora del Premio Nacional del Deporte de su país. Obtuvo el segundo lugar en el Encuentro de Caminata de República Checa de 2019, justa que fue clasificatoria para los Juegos Olímpicos de Tokio 2020. En 2021 ganó la prueba de marcha de 20 kilómetros en el Campeonato Nacional de Campo Traviesa y Marcha, celebrado en Costa Rica. Formó parte de la delegación mexicana en los Juegos Olímpicos de Tokio 2020, en la prueba de marcha 20 kilómetros, celebrada en Sapporo el 6 de agosto de 2021, obtuvo quinto lugar con un tiempo de 1:30:33.
Su entrenador en 2021 era Ignacio Zamudio.
González es la segunda atleta mexicana con un lugar en los Juegos Olímpicos de París 2024, al llevarse la medalla de oro en la edición 42 de la carrera de élite del World Athletics Race Walking Tour en Dudince, Eslovaquia.
En el Gran Premio Internacional Madrid Marcha, quedó en tercer lugar.Finalizó en 5° lugar en la prueba de 20 kilómetros de París 2024 con un tiempo de 1:27:14.

## Premios y reconocimientos
- Premio Estatal del Deporte del Estado de México, 2018
- Premio Nacional del Deporte, 2018[4]

## Mejores marcas personales
| Mejores marcas personales                                                                             | Mejores marcas personales | Mejores marcas personales | Mejores marcas personales |
| Distancia                                                                                             | Tiempo                    | Lugar                     | Fecha                     |
| --- | ------------------------- | ------------------------- | ------------------------- |
| 10 km                                                                                                 | 45:08                     | Taicang, China            | 6 de mayo de 2018         |
| 20 km                                                                                                 | 1h:30:08                  | Dudince, Eslovaquia       | 20 de marzo de 2021       |
| Las competiciones en pista vienen indicadas en metros y las que son en ruta se indican en kilómetros. |                           |                           |                           |